# Суджа
Суджа (на руски: Суджа) е град в Русия, административен център на Суджански район, Курска област. Разположен е на реките Суджа и Олешня на 105 километра югозападно от Курск. 
Населението на града към 1 януари 2018 г. е 5759 души.

## История
През Средновековието територията е била част от Рилското княжество, Черниговското княжество и Великото литовско княжество, преди да бъде анексирана от Московското княжество.
Суджа е основан през 1664 г. Първоначално е град на Сумския полк в Слободска Украйна и е бил укрепен с валове и ров.
През 1708 г. той е включен в рамките на Киевската губерния, а през 1779 г. става седалище на Суджанския уезд в рамките на Курската губерния.
През 1870 г. градът има население от 4482 души, а предградията - 5624 души. През 1869 г. в града има 393 занаятчии, а през 1871 г. има девет фабрики. В края на 19 век градът е домакин на четири годишни панаира и два седмични пазара. Според преброяването на Руската империя от 1897 г. Суджа има население от 7433 души, от които 61,2% са украинци, 37,2% са руснаци, 1,2% са евреи и 0,3% са поляци.
През ноември – декември 1918 г. Суджа е център на Временното работническо-селско правителство на Украйна преди преместването му в Белгород. Той е част от Украинската ССР до 1922 г., когато е прехвърлен на Руската СФСР.
По време на Втората световна война Суджа е окупиран от Вермахта от 18 октомври 1941 г. до 3 март 1943 г.
По-късно през 20 век край Суджа е изградена транзитна станция за природен газ. Монтирана е газоизмервателна станция. От 2024 г. продукцията се подава към тръбопровода Уренгой–Помари–Ужгород.

### Руско-украинска война
След началото на пълномащабната руска инвазия в Украйна през 2022 г. тръбопроводът Уренгой–Помари–Ужгород при Суджа става последната останала точка, в която природен газ тече от Русия към Европа през Украйна след саботажа на газопровода „Северен поток” през 2022 г.
На 4 юни 2023 г. Русия заявява, че е свалила украински дрон над Суджа.

#### Украинска окупация през 2024 г.
На 6 август 2024 г. избухват ожесточени боеве на границата на Курска област и около Суджа като част от нахлуването на украинските сили. Украинското правителство потвърждава превземането на града на 15 август и обявява формирането на военна администрация в районите на Курска област, окупирани от Украйна. Статуята на Владимир Ленин в града е демонтирана на 16 август.
На 12 март 2025 г. руските държавни медии публикуват кадри на руски войски, издигащи знамена в центъра на Суджа. На същия ден се съобщава, че градът е освободен.

## География
Градът се намира на 135 метра надморска височина, на 105 км от град Курск и на 9 км от границата с Украйна. Разположен по бреговете на реките Суджа и Олешня.

## Галерия
- Църквата „Покров Богородична“
- ЖП гарата
- Пощата
- Бивша учителска семинария